# 田豐 (東漢)
田豐（？—200年），字元皓，鉅鹿郡鉅鹿縣人。東漢末年爲袁紹下的謀臣，計破公孫瓚，平定河北，官至冀州別駕。為人剛直犯上，曾多次向袁紹進言而不被採納，反對發動官渡之戰，後在官渡之戰時極力諫阻袁紹征伐曹操，被袁紹下令監禁。官渡之戰戰敗，袁紹對不聽田豐之言一事感到羞愧，此時逄紀忌憚討厭田豐，就在袁紹面前說了一些對田豐不利的話，害田豐被處死。

## 生平

### 志存聘命
田豐自幼天資聰慧，少年時喪親守喪，守喪的時間雖然已過，但他仍笑不露齒，因此為鄉鄰所看重。而且田豐博學多才，在冀州很有名聲威望，最初被太尉府徵辟，舉薦為茂才，後來被選為侍御史，因憤恨宦官當道、賢臣被害，於是棄官回家。當時韓馥為冀州牧，田豐因為正直而不得志。
初平二年（191年），袁紹以反客為主之計智取冀州，成為冀州牧，聽聞田豐的威望與名聲，帶着豐厚貴重的禮品以及謙卑恭迎的言辭，聘請田豐，任命其為別駕，對他很是信任和器重。
袁紹入冀州時，韓馥的部下耿武、閔純持刀抗拒，兵士不能禁入。袁紹於是令田豐將耿武、閔純處死。

### 計權合變
初平三年（192年），田豐隨袁紹出戰公孫瓚，從事期間參與界橋之戰。公孫瓚率兩千騎兵逼近袁紹，包圍袁紹數重，射來的箭矢猶如箭雨似的。田豐扶著袁紹，讓他退入一道土垣牆裡面。袁紹生氣的摘下頭盔扔到地上憤恨的說：「大丈夫應當上前戰死，怎麼能夠反而逃進牆垣裹面呢？」催促箭手競相射箭，射傷公孫瓚的不少騎兵。公孫瓚的部眾不知道是袁紹，麴義率軍來迎，公孫瓚的騎兵漸漸退走了。
建安元年（196年），曹操將漢獻帝遷往許都，從此開始挾天子以令諸侯。袁紹每次接到詔書，總擔心對自己不利，於是想要天子搬遷靠近自己，派人對曹操說許昌低洼潮濕，洛陽又殘缺落敗，應當將都城遷到鄴城，以便靠近完整豐足的地區。曹操不允許。田豐對袁紹說：「遷都的計策，既然不被採納，最好早點謀劃，攻取許都，接來天子，動輒假託天子韶令，向全國發號施令，這是最好的辦法。不這樣做，最終將受制於曹操，到那時即使悔恨也來不及了。」袁紹沒有採納。
建安四年（199年），後來袁紹採用田豐的謀略，袁紹滅公孫瓚於易京之戰，消滅了宿敵公孫瓚，平定河北，雄據四州。

### 剛而犯上
建安五年（200年），袁術敗逃北上投奔袁紹路途病逝，劉備藉機以攔截袁術為由，藉機出逃許都，劉備襲殺徐州刺史車胄，佔領了徐州背叛曹操。曹操親自率兵東征劉備展開了徐州之戰。田豐對袁紹説：“與您爭奪天下的是曹操，曹操現在去東邊攻打劉備，雙方交戰不可能很快結束，現今立即調動全部兵力襲擊曹操的根據地許都，一去就可以平定。軍隊根據時機出動，此刻正是時候。”袁紹推辭説兒子袁買生病，田豐的計策沒得到施行。田豐杵著枴杖，怒而敲擊地面説：“唉！竟然因為一孺子生病而錯失戰機，可惜哪！大事去矣”袁紹聽到以後很是惱怒，從此就疏遠了田豐。

### 聲東擊西
曹操害怕袁紹渡過黃河，就加緊攻打劉備，不到一個月將劉備打敗。劉備投奔袁紹，袁紹這才進兵攻打許都。田豐認為既然失去前面的時機，眼下不宜出兵，就勸阻袁紹說：「曹操已經打敗了劉備，曹操已經回軍鞏固防線，許都就不再空虛了。而且曹操擅長用兵，變化無常，人數雖少，不可輕視。現在不如長期堅守。主公憑藉山川河固的險要，擁有四州(冀州、青州、幽州、並州)的人馬，外部結交各路英雄豪傑，內部實行農耕養民用以備戰。然後挑選精銳部隊，分為奇兵，趁敵人空虛輪番攻擊，用來騷擾黃河南岸。曹軍援救右邊，袁軍就攻其左邊；曹軍援救左邊，袁軍就攻其右邊，使敵人疲於奔命，人民不能安於本業，我方以逸待勞，但對方已經人困馬乏，用不了三年，定可戰勝敵人。現在不用緩推戰術以穩操勝券的計策而想通過一次決戰去決定成敗，萬一失敗不能如願以償，後悔就來不及了。」袁紹不聽。田豐懇求力勸，袁紹認為這是在降低士氣、影響軍心，因而怒將他下獄關押起來。於是先發布檄文，大舉南下。

### 直犯覆亡
官渡之戰袁紹兵敗後，獄友對田豐説：“你想必要獲得重用了。”田豐答道：“袁公表面寬厚但內心猜忌，不相信我的忠誠，而且我多次因為說真話冒犯他。如果他戰勝，一高興，必定會赦免我；可如今他戰敗，心中怨恨，內心的猜忌就會發作。我便沒有生還之望了。”而戰敗的袁軍都搥胸頓足哭道：「要是有田豐隨軍，就不會輸了！」袁紹對逢紀：「我不聽田豐之諫言，才有此敗。如今歸去，我沒臉羞愧見田豐了。」但忌憚田豐的逢紀卻趁機讒言污衊陷害田豐說：「他在聽聞主公大敗後，便拍手大笑，果然不出我所料。」袁紹便對手下說：“我當初不聽田豐的忠言，果然被他嘲笑了。”便將田豐殺了。

### 奸雄識才
然而，儘管田豐晚期被袁紹疏遠、不受重用，曹操卻仍對田豐有高額的評價。先前，曹操聽說田豐沒有隨軍南行，便高興地說：「袁紹輸定了！」等到袁紹敗逃時，又說：「要是袁紹之前用了別駕（田豐）的計策，勝負皆未可知。」

## 其他記載
北魏酈道元《水經·渠水注》上記載，田豐為袁紹殺死後，時人有感於其為袁紹獻謀卻無辜被殺，為其建祠祭祀之，並用之諷刺袁氏覆滅，此廟到北魏時仍尚存。

## 藝術形象

### 三國演義
- 三國演義的田豐和歷史上記載幾乎一樣，是竭盡的忠心臣官。當獄中知道官渡之戰失敗，知道自己將被處決，性命不保而有所覺悟，最後在獄中自盡。

### 影視
- 中國中央電視台電視劇《三國演義》（1994年）：张连仲
- 台灣華視電視劇《關公》（1996年）：李秉桦
- 电视剧《曹操》（1999年）：王小奎
- 中國電視劇《三国》（2010年）：徐涛
- 电视剧《曹操》（2014年）：胡建

### 漫畫
- 《火鳳燎原》：在董卓火燒洛陽時僅提及其名，於官渡之戰篇時交代因反戰而失勢，在官渡之戰後才正式登場，後被楊清（楊修）毒殺，同司馬徽為相識、侄兒田德為司馬懿之同窗好友。

## 評價
- 《先賢行狀》：“丰天姿朅杰，权略多奇。”
- 孔融：「田豐、許攸，智言之士也，為之謀。」
- 荀彧：「田豐剛而犯上。」
- 孫盛：「觀田豐、沮授之謀，雖良、平何以過之？故君贵审才，臣尚量主。君用忠良，则伯王之业隆；臣奉暗后，则覆亡之祸至。存亡荣辱，常必由兹。丰知绍将败，败则己必死，甘冒虎口，以尽忠规。烈士之于所事，虑不存己。夫诸侯之臣，义有去就。况丰与绍非纯臣乎？《诗》云：‘逝将去汝，适彼乐土。’言去邦，就有道可也。」
- 曹操：「向使紹用田別駕計，尚未可知也。」
- 卢渊：“胜负不由众寡，成败在于须臾，若用田丰之谋，则坐制孟德矣。”
- 朱敬则：“神人无功，达人无迹。张子房元机孤映，清识独流。践若发机，应同急箭；优游澹泊，神交太虚，非诸人所及也。至若陈平、荀彧、贾诩、荀攸、程昱、郭嘉、田丰、沮授、崔浩、张宾等，可谓天下之菁英。帷幄之至妙，中权合变，因败为功，爰自秦汉，讫於周隋。”
- 苏图元：“张宾崔浩，曾施神国之谋。荀彧田丰，亦运制胜之策。”
- 郝经：“沮授、田丰计画不用，而不能去，卒蹈其难，其犹在亚父之后乎。”
- 罗贯中：“巨鹿田元皓，天姿迈等伦。周朝齐八士，殷室配三仁。 直谏干袁绍，忠心救兆民。堪嗟牢内死，黄土盖麒麟。” “昨朝沮授军中失，今日田丰狱内亡。河北栋梁皆折断，本初焉不丧家邦！”